# Real argentí
El real va ser la moneda corrent de l'Argentina fins a 1881. Des de 1822, va ser subdividit en 10 décimos (dècims).
El sol també va ser emès durant aquest període i era igual al real, mentre el peso (pes) valia 8 reals i l'escudo (escut) valia 16 reals.

## Història
Els reales españoles (rals espanyols) colonials van circular fins a 1813, quan Argentina va començar a emetre les seves pròpies monedes. Des de 1820, també es van emetre bitllets.
En 1826, el Peso Moneda Corriente (Pes Moneda Corrent) i el peso fuerte (pes fort) van ser introduïts únicament com bitllets.
En 1854, les monedes es van dividir en centavos (centaus). No obstant això, la subdivisió decimal no va ocórrer fins a 1881, quan el real va ser reemplaçat pel Peso Moneda Nacional (Pes Moneda Nacional) amb una proporció de 8 reals per 1 pes.

## Monedes

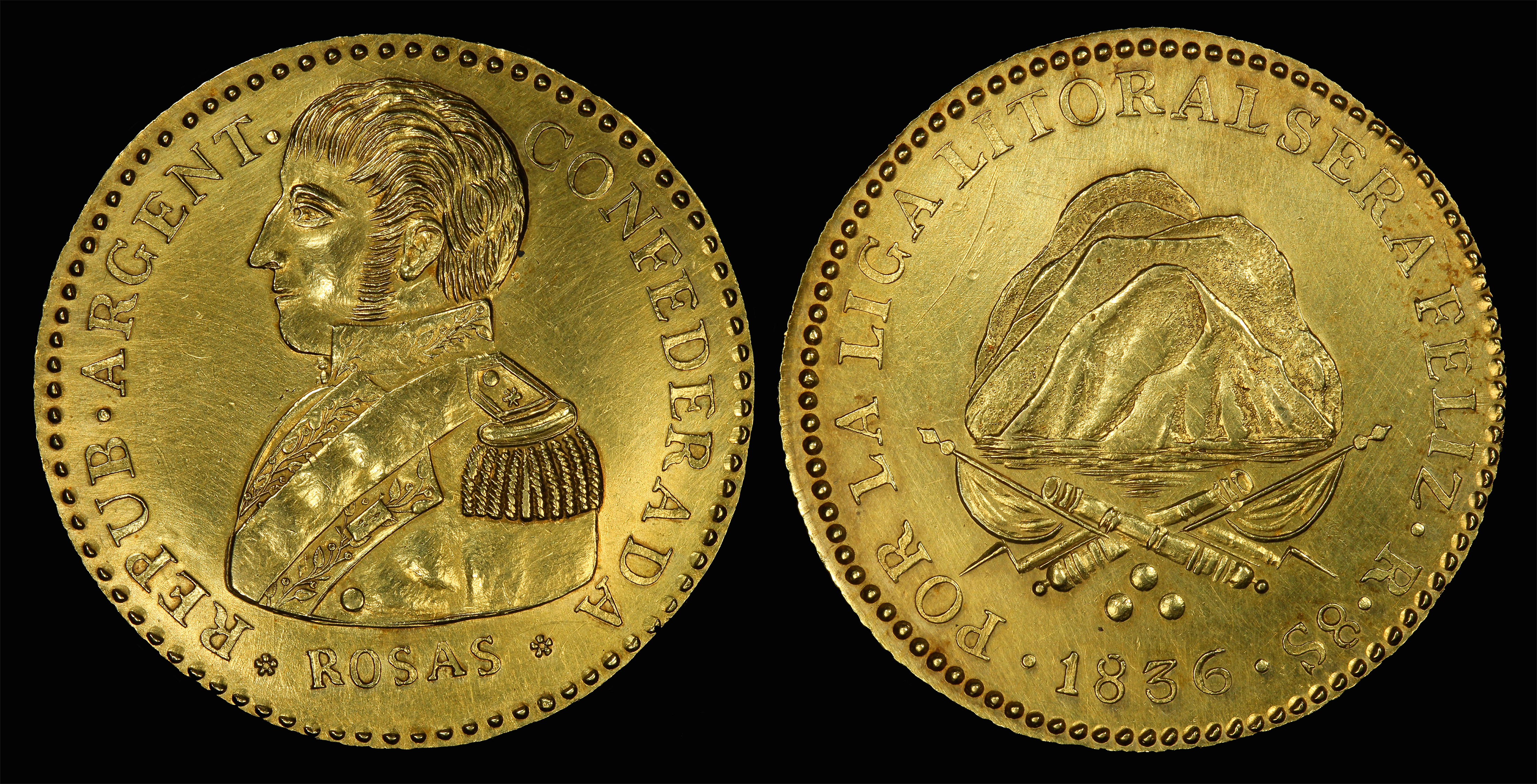
8 escudos d'or de la Confederació Argentina, 1836

Les monedes de plata van ser emeses en el nom de «Províncias del Río de la Plata» amb denominacions d' ½, 1, 2, 4 i 8 reales i ½, 1, 2, 4 i 8 soles, mentre les monedes d'or (87,5%) van ser emeses en denominacions d'1, 2, 4 i 8 escudos.
Buenos Aires va començar a emetre les seves pròpies monedes el 1822, denominades en reales i décimos, amb una equivalència de 10 dècims per 1 real. Les monedes van ser emeses en denominacions d'1, 5, 10 i 20 dècims, juntament amb ¼, ½ (en realitat mostrat com ⁵⁄10), 1 i 2 reals. Totes van ser encunyades en coure.
Altres províncies van emetre monedes denominades en reals (plata) i escuts (or): Còrdova, Entre Ríos, La Rioja, Mendoza, Salta, Santiago del Estero i Tucumán. Atès que aquestes monedes eren escasses, era comú l'ús de monedes de plata procedents d'altres països (especialment el Sol Bolivià).
En 1854, les monedes van ser emeses en el nom de la «Confederació de l'Argentina» en denominacions de monedes d'1, 2 i 4 centaus. Aquesta emissió no va donar lloc a una subdivisió decimal completa.

## Paper moneda
En 1820, el Govern de la Província de Buenos Aires va introduir bitllets en denominacions de 5, 10, 20, 40, 50 i 100 pesos. Aquests van ser seguits en 1823 per 1, 3 i 5 pesos.
El Banco de Buenos Ayres va començar a emetre bitllets en 1822 en denominacions de 20, 50, 100, 200, 500 i 1000 pesos. Els van seguir els bitllets d'1 i 2 pesos en 1823.